# Râul Arșița Lungă
Râul Arșița Lungă este un curs de apă, afluent al râului Dărășagu .

## Hărți
- Parcul Vânători-Neamț